# فرودگاه شهری ل مارز
فرودگاه شهری ل مارز  (به انگلیسی: Le Mars Municipal Airport) یک فرودگاه همگانی بهره‌برداری هوایی با کد یاتا LRJ است که یک باند فرود بتن دارد و طول باند آن ۱۴۰۴ متر است. این فرودگاه در کشور ایالات متحده آمریکا قرار دارد و در ارتفاع ۳۶۵ متری از سطح دریا واقع شده است.